# Epilobium hornemannii
Epilobium hornemannii — вид трав'янистих рослин родини онагрові (Onagraceae), поширений на сході Азії, на півночі Європи й на півночі Північної Америки. Вид названо на честь данського ботаніка Йєнса Вілкена Горнемана.

## Морфологічна характеристика
Це багаторічні трав'янисті рослини заввишки 10–35 см. Підґрунтові пагони бл. 1 см довжиною, білі, товсті зимівлі бруньки на кінчику. Стебла нерозгалужені, біля основи голі, вище з прожилками з вигнутими волосками. Листки супротивні (чергуються в суцвітті), короткочерешкові. Пластини від яйцеподібних до еліптичних, рідше дрібно-зубчасті, від темно-зелених до коричнево-зелених. Суцвіття — китиці. Квіти: віночки звичайні, досить світлого фіолетово-червоного кольору, 5–8 мм довжиною; пелюсток 4, з зубчастими кінчиками; чашолистків 4; тичинок 8. Плоди — трубчасті, 4-клапанні, голі, довжиною 3–5 см капсули. Насіння злегка зернисте.

## Поширення
Азія (Японія, Росія); Північна Америка (США, Канада, Гренландія); Європа (Фарерські острови, Фінляндія, Ісландія, Норвегія, Швеція). Населяє береги струмків, канави, вологі поверхні скель, низини, гірські березові широколисті ліси, великі луки, тундрові впадини.